# Revesjö distrikt
Revesjö distrikt är ett distrikt i Svenljunga kommun och Västra Götalands län. 
Distriktet ligger sydväst om Svenljunga. 

## Tidigare administrativ tillhörighet
Distriktet inrättades 2016 och utgörs av socknen Revesjö i Svenljunga kommun.
Området motsvarar den omfattning Revesjö församling hade vid årsskiftet 1999/2000.